# 天主教蒙特内格鲁教区
天主教蒙特内格鲁教區（拉丁語：Dioecesis Nigromontana），是巴西一個天主教教區，位於東南部南大河州東部，包括卅二個市。屬阿雷格里港總教區。
教區成立於2008年7月2日。2010年有教友292,000人，佔總人口83.2%。有三十個堂區、司鐸五十七人。現任教區主教為保祿·安多尼·德孔托。